# J.B.O.
A JBO (James Blast Orchester) német humoros jellegű heavy-metal zenekar. Jelenleg négy taggal rendelkeznek: Hannes Holzmann-nal, Vito C.-vel, Ralph Bach-hal és Wolfram Kellnerrel. 1989-ben alakultak meg Erlangenben. Az együttes paródiáiról lett ismert. Rock és popzenei számokat egyaránt kiparodizáltak.

## Diszkográfia
- 1994: Eine gute CD zum Kaufen!
- 1994: Eine gute CD zum Saufen!
- 1994: BLASTphemie
- 1994: BLASTphemie Weihnachts-Edition (karácsonyi kiadás)
- 1995: Explizite Lyrik
- 1996: No Business Like Shoebusiness
- 1996: Der weiße Hai im Dechsendorfer Weiher
- 1996: Die Megra-Hit-Twingle
- 1997: Bolle
- 1997: laut!
- 1997: Wir sind die Champignons
- 1998: Ällabätsch
- 1998: Meister der Musik
- 1999: 10 Jahre Blödsinn - Das J.B.O. Home-Video
- 2000: Ich sag' J.B.O.
- 2000: Sex Sex Sex
- 2001: Bums Bums Bums Bums
- 2001: Live-Sex
- 2002: Ich will Lärm
- 2002: Rosa Armee Fraktion
- 2004: Gänseblümchen
- 2004: United States of Blöedsinn
- 2005: Eine gute BLASTphemie zum Kaufen!
- 2005: TV Blöedsinn - DVD
- 2005: J.B.O. für Anfänger
- 2006: Rock Muzik
- 2007: Head Bang Boing
- 2009: I Don't Like Metal - I Love It
- 2010: 2000 Jahre J.B.O.
- 2011: Killeralbum
- 2011: Happy Metal Thunder
- 2013: S.P.O.R.T
- 2014: Nur die Besten werden alt
- 2016: 11
- 2018: Deutsche Vita
- 2019: Wer lässt die Sau raus?!
- 2022: Planet Pink